# Kdegames
kdegames — пакунок програм, розроблених у рамках проекту KDE. Містить різного роду ігри, у тому числі пакунки kdegames-arcade (аркадні ігри), kdegames-board (ігри на дошці), kdegames-tactic (тактичні ігри) та kdegames-card (карткові ігри).

## Список програм

### kdegames 4.0

#### Аркадні ігри
- KBounce — порт гри JezzBall в KDE
- KGoldRunner, клон Lode Runner
- KLines — клон Lines
- Kolf — симулятор мініатюрного гольфу
- KSameGame — стіна з кульок, які необхідно виключити
- KSpaceDuel — клон гри Spacewar!

#### Настільні ігри
- Bovo — гра хрестики-нулики
- KBattleship — морський бій
- Shisen-Sho — гра подібна до Маджонг

#### Карткові ігри
- Лейтенант Скейт
- KPatience (Пасьянс KDE) — пасьянси Klondike («Косинка»), Spider («Павук») та FreeCell («Вільна комірка»), деякі інші.

#### Ігри в кості
- KJumpingCube

#### Логічні ігри
- KBlackBox — клон гри Чорний ящик
- KAtomic — клон комерційної гри початку 1990-х Atomix («Атоми»)
- Konquest
- KMines — Мінер.

#### Іграшки
- KTuberling (для дітей) — «зроби картоплю людиною»

### Нові ігри у kdegames 4.1
- Kollision
- KBlocks — клон тетрісу
- Kubrick — Кубик Рубіка
- KDiamond — гра типу Bejeweled
- KBreakout — гра типу Breakout
- KSirk — клон гри «Ризик»

### Ігри у kdegames 3
Ці ігри були частиною пакунку kdegames KDE 3, але були зняті з випуску KDE 4 у зв'язку з недостатнім рівнем підтримки:
- KPoker
- KAsteroids — клон Asteroids
- KFoulEggs — гра Puyo Puyo
- KSirtet — простий Тетріс
- KSmileTris — варіації тетрісу
- KSnake — клон Rattler Race
- KTron
- Atlantik — Монополія
- KBackgammon — нарди
- KenolabA
- Klickety
- KSokoban — Sokoban